# Charles Philibert-Thiboutot
Charles Philibert-Thiboutot, född 31 december 1990, är en kanadensisk medeldistanslöpare.
Philibert-Thiboutot tävlade för Kanada vid olympiska sommarspelen 2016 i Rio de Janeiro, där han blev utslagen i semifinalen på 1 500 meter.

## Personliga rekord
| Utomhus - 800 meter – 1.47,57 (Indianapolis, 13 juni 2014) - 1 000 meter – 2.20,04 (Ostrava, 26 maj 2015) - 1 500 meter – 3.34,23 (Monaco, 17 juli 2015) - 1 engelsk mil – 3.54,52 (Oslo, 11 juni 2015) - 3 000 meter – 7.45,03 (Ostrava, 13 juni 2018) - 5 000 meter – 13.22,44 (San Juan Capistrano, 4 december 2020) - 10 000 meter – 28.45,42 (Burnaby, 21 november 2020) - 5 km landsväg – 14.04 (Yorkville, 11 september 2016) - 10 km landsväg – 31.25 (Montreal, 22 augusti 2020) - Halvmaraton – 1:09.15 (Toronto, 21 oktober 2018) | Inomhus - 600 meter – 1.19,98 (Sherbrooke, 28 februari 2015) - 1 000 meter – 2.21,02 (Montreal, 23 januari 2015) - 1 500 meter – 3.39,64 (Val-de-Reuil, 14 februari 2021) - 1 engelsk mil – 3.55,33 (New York, 11 februari 2017) - 3 000 meter – 7.49,82 (Karlsruhe, 29 januari 2021) - 5 000 meter – 13.30,79 (Boston, 7 december 2019) |